# Marcos Guardabassi
Marcos Guardabassi (São Paulo, 1948 - 24 de março de 2013), mais conhecido por Marcos Bassi, foi um empresário brasileiro do setor gastronômico. Foi o fundador da marca de carnes Bassi, e criador de cortes como o Bombom, a Fraldinha e o Steak do Açougueiro.

## Biografia
Com treze anos de idade, Marcos vendia miúdos de carne nas ruas da cidade de São Paulo.
Em 1976 fundou a Central Frigorífica de Carnes Bassi, cujo principal objetivo era atender restaurantes industriais, utilizando tanto a maturação quanto o processo a vácuo da carne. Na central, havia a separação de carnes de cortes nobres e de cortes comuns. As primeiras eram vinculadas à marca Bassi e vendidas aos restaurantes da cidade de São Paulo, enquanto as consideradas menos nobres como patinho e coxão duro eram comercializadas para restaurantes industriais e à repartição da casa de carnes voltada para um público com menor poder aquisitivo. Devido à crescente demanda pelos produtos vendidos, a infra-estrutura de câmaras frigoríficas da central triplicou em menos de um ano, passando de três para nove câmaras frias.
Em 1979 abriu um restaurante com o objetivo de transcender o serviço comum na época. O cardápio didático e a presença de Marcos fazem com que, ainda hoje, quem frequenta seu restaurante em São Paulo (na rua Treze de Maio, 668) aprenda mais sobre as características das carnes bovina.
Em 1999 vendeu a marca Bassi e atualmente conta apenas com o restaurante O Templo da Carne e seu espaço para eventos Espaço Marcos Guardabassi.
Morreu de câncer de pulmão em 24 de março de 2013, deixando esposa e duas filhas.